# Matematica giapponese

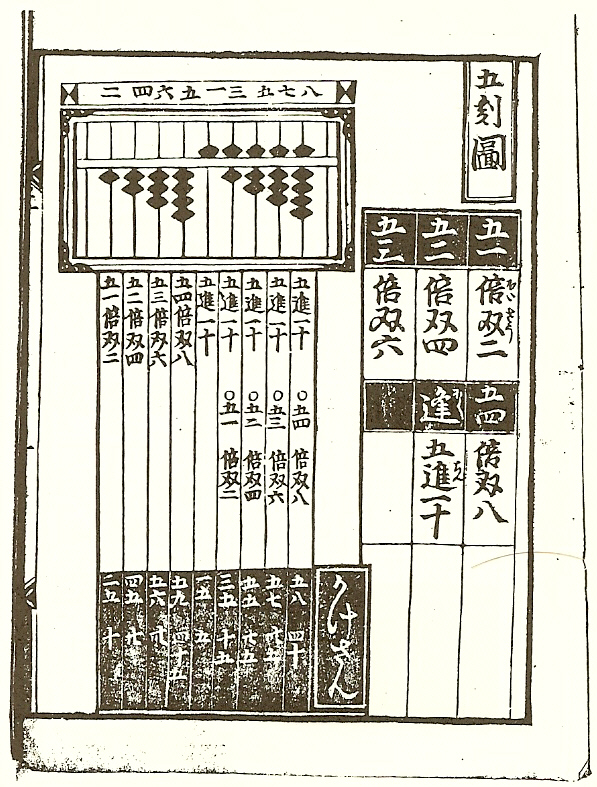
Il soroban in Jinkōki di Yoshida Koyu (edizione del 1641)

La matematica giapponese (和算?, wasan) indica una particolare tradizione matematica che è stata sviluppata in Giappone durante il periodo Edo (1603 – 1867). Il termine wasan, da wa ("Giapponese") e san ("calcolo"), è stato coniato negli anni 1870 per distinguere la teoria matematica originaria del Giappone da quella della tradizione occidentale (洋算 yōsan).
Nella storia della matematica, la wasan si è sviluppata estraneamente al lavoro degli studiosi europei. All'inizio del periodo Meiji (1868 – 1912), Il Giappone e la sua gente si sono aperti all'occidente, gli studiosi giapponesi adottarono la tecnica matematica occidentale e questo portò a una diminuzione di interesse per le idee utilizzate nella wasan.

## Storia

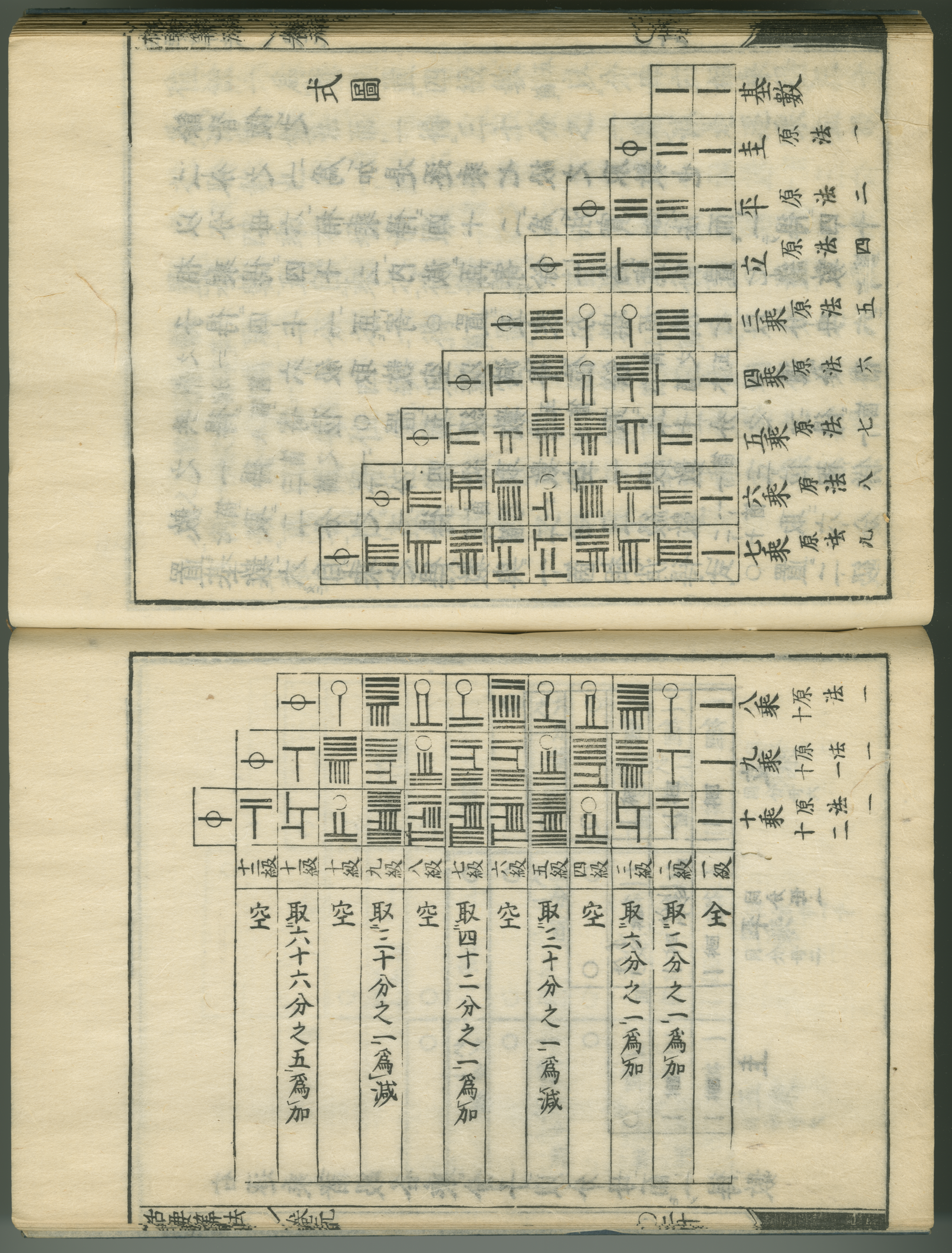
Ristampa di Katsuyo Sampo di Seki Takakazu. Pagina riguardante i numeri di Bernoulli e i coefficienti binomiali.

Questo modello si è sviluppato durante un periodo in cui il popolo giapponese era isolato dalle influenze europee. Kambei Mori è il primo matematico giapponese che si conosca nella storia. Kambei era un insegnante di matematica giapponese, e tra i suoi più importanti studenti ci furono Yoshida Shichibei Kōyū, Imamura Chishō, e Takahara Kisshu. Questi studenti divennero noti tra i loro contemporanei come "i tre aritmetici".
Yoshida fu nel 1627 l'autore di Jinkōki. L'opera tratta l'aritmetica con il soroban, comprese operazioni con quadrati e cubi. Il libro di Yoshida ispirò significativamente la seguente generazione di matematici.
Seki Takakazu creò enri (円理: principio del cerchio), un sistema matematico finalizzato al calcolo infinitesimale, contemporaneamente e indipendentemente dal suo sviluppo in Europa. Inoltre la ricerca di Seki non partì da basi teoriche comunemente condivise.